# Stomorhina americana
Stomorhina americana är en tvåvingeart som först beskrevs av Macquart 1846.  Stomorhina americana ingår i släktet Stomorhina och familjen spyflugor.
Artens utbredningsområde är Colombia. Inga underarter finns listade i Catalogue of Life.